# Skivmässa

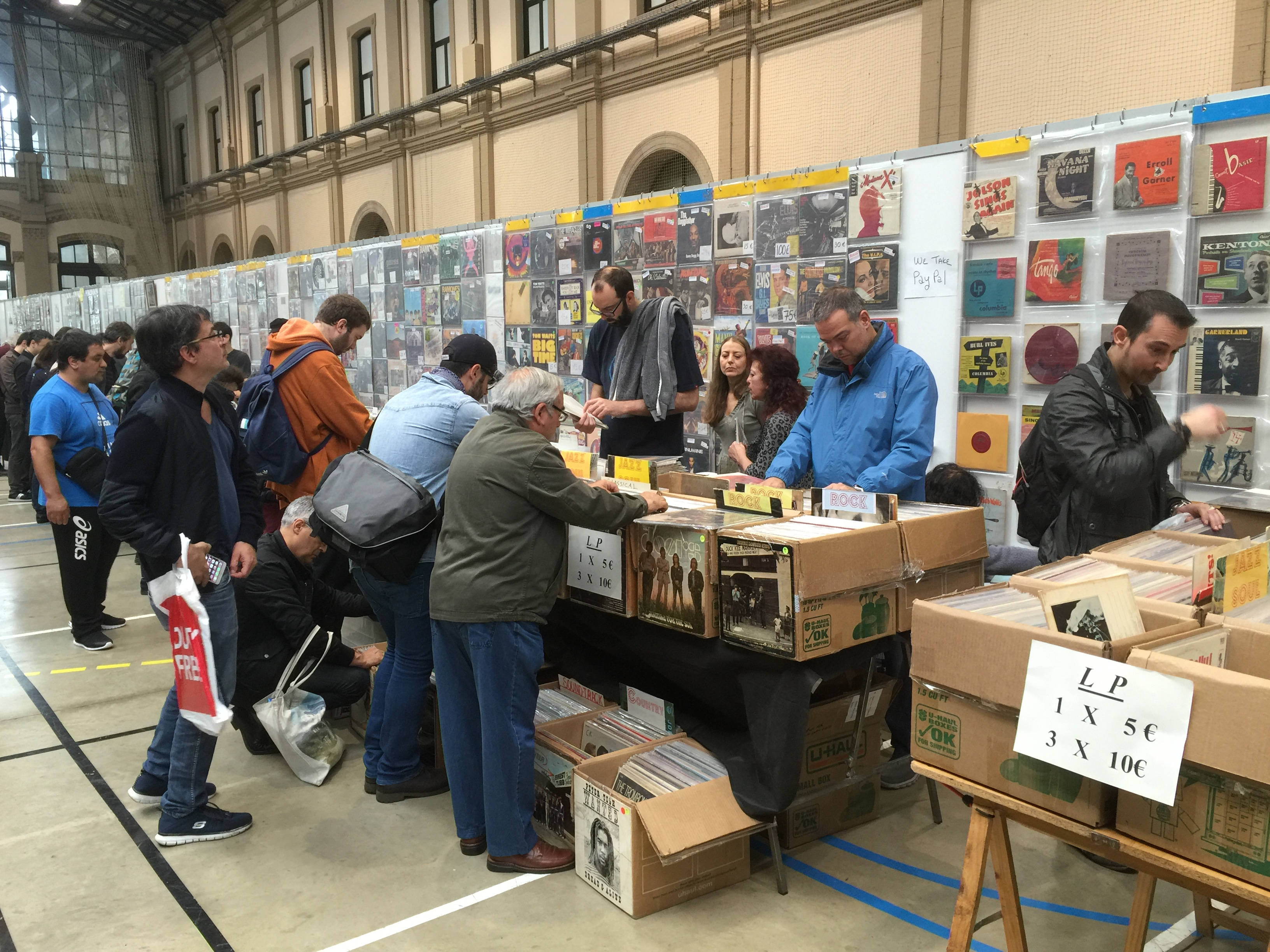
Handel på en skivmässa i Barcelona, 2016.

En skivmässa är en loppmarknad för musik. Säljare är både privatpersoner och företag. I sortimentet finns oftast vinylskivor, cd, dvd, t-shirts och annat med koppling till musik. Största delen av utbudet är begagnat och man hittar både billiga reaskivor och dyrare samlarobjekt. De flesta skivmässor tar entréavgifter av besökare och det är inte ovanligt att köparna har med skivor som bytesobjekt. 
Mässan i Hova, Västergötland, brukar anordnas lördagen före midsommar och är Sveriges äldsta skivmässa. Den sträcker sig över två helgdagar, där söndagen ägnas åt handel med 78-varvare. I konkurrens med Hova räknas skivmässan i Solnahallen i Stockholm, som arrangeras två gånger per år, som Sveriges största. Utöver dessa anordnas skivmässor årligen på många av de större orterna i Sverige, samt även i en del mindre samhällen.
Skivmässan i nederländska Utrecht, som arrangeras två gånger om året, räknas som världens största.